# Stamnodes dukinfieldi
Stamnodes dukinfieldi là một loài bướm đêm trong họ Geometridae.